# 楊凝式
杨凝式（873年—954年），字景度，号虚白，别号希维居士、关西老农等。因生于癸巳年，又号癸巳人，同州冯翊县（今陕西省渭南市大荔县）人，祖籍弘农郡华阴县（今陕西省华阴市），唐朝、五代官员。

## 生平
父杨涉是唐哀帝时的宰相。咸通十四年出生，天祐二年（905年）进士，官秘书郎。后汉时成为太子少师，故称杨少师。
楊凝式形貌寢陋，性格狂放不羈，人稱“楊風子”，朱溫篡唐，其父代表舊朝傳送國璽，凝式力諫父親不可，為防殃及全家，患下佯狂之疾，常稱疾告歸。显德元年冬，卒，享年八十二歲。工書法，尤精行草，常在光潔的壁上恣意揮灑，壁尽方止，被視為承唐啟宋的重要人物。蘇軾、黃庭堅、米芾、蔡襄都深受其影響。黃庭堅最為推崇，将其书法与吴道子的画誉为“洛中二绝”，认为：“二王以来，书艺超轶绝尘，惟颜鲁公、杨少师相望数百年。”又說：“余尝论右军父子翰墨中逸气……惟颜尚书、杨少师尚有仿佛。”有《韭花帖》、《夏热帖》、《神仙起居法》、《草堂十志圖跋》傳世。

## 作品
《題懷素酒狂帖後》
十年揮素學臨池，
始識王公學衞非。
草聖本須因酒發，
筆端應解化龍飛。

## 書法
傳世者凡四：
- 《韭花帖》，行書
- 《盧鴻草堂十志圖跋》，行書
- 《夏熱帖》，行草
- 《神仙起居法》，草書

## 評價
北宋黃庭堅《蘭亭》
世人盡學蘭亭面，
欲換凡骨無金丹。
誰知洛陽楊風子，
下筆便到烏絲欄。
北宋蘇軾《東坡志林》稱「楊公凝式筆跡雄強，往往與顏（真卿）行相上下」。

## 图库
- 楊凝式，韭花帖，乾隆引首
- 楊凝式，韭花帖，正文
- 楊凝式，韭花帖，賈希朱記考與乾隆蓋印

## 延伸阅读
[在维基数据编辑]
 在维基文库阅读此作者作品（ 在维基共享资源阅览影像）
 《舊五代史/卷128》，出自薛居正《舊五代史》